# Key (azienda)
Key è un'azienda giapponese specializzata in visual novel, nota per i suoi titoli incentrati sulla trama e dal tono emotivo, facendo quindi parte del sottogenere nakige. 
Fondata il 21 luglio 1998 come marchio della casa editrice Visual Art's, ha sede a Kita, Osaka.
L'opera di debutto, Kanon (1999), ha combinato una trama elaborata, uno stile artistico moderno in stile anime e una colonna sonora che ha contribuito a sviluppare l'atmosfera del gioco. Il secondo titolo, Air   (2000), presentava una storia altrettanto complessa e un gameplay più approfondito. Entrambi i giochi erano inizialmente destinati ad un pubblico adulto, ma questa tendenza è cambiata con il terzo titolo, Clannad (2004), pubblicato per tutte le età, il che significa senza scene erotiche ma comunque trattando temi pesanti.
Ad oggi, Key ha rilasciato 24 visual novel, l'ultima delle quali è Prima Doll: Mumei Tenri (2024). Lo studio ha collaborato in passato con Interchannel e Prototype per le versioni porting dei suoi giochi. Inoltre, Key ha lavorato con P.A. Works e Aniplex per produrre tre serie anime originali: Angel Beats! (2010), Charlotte (2015) e The Day I Became a God (2020). La serie crossover Kaginado è stata trasmessa nel 2021, mentre il progetto multimediale Prima Doll ha incluso una serie anime andata in onda nel 2022 e una serie di quattro visual novel.
Tra i co-fondatori di Key, Jun Maeda è una figura di spicco, avendo contribuito alla pianificazione, alla sceneggiatura e alla composizione musicale della maggior parte delle visual novel dello studio. Na-Ga, principale artista di Key, inizialmente si occupava di sfondi, ma con il sesto gioco dello studio, Little Busters! (2007), è diventato co-direttore artistico insieme all'ex artista Itaru Hinoue. Shinji Orito, altro co-fondatore e compositore principale, ha composto la musica per la maggior parte dei titoli di Key.
Key partecipa attivamente al Comiket fin dal Comiket 57 nel 1999, dove ha venduto prodotti legati a Kanon. L'ultima partecipazione dello studio è stata al Comiket 99 nel 2021. Nel 2001, Visual Arts ha creato l'etichetta discografica Key Sounds Label per pubblicare album e singoli legati alle musiche delle visual novel di Key. Tra il 2007 e il 2010, Key ha prodotto un programma radiofonico online chiamato Key Net Radio, dedicato al marchio.

## Storia
Nel novembre 2023 hanno annunciato un nuovo romanzo visivo a prezzo pieno dal titolo "anemoi" (riferimento agli Anemoi greci) la cui uscita è prevista per il 2025.

## Giochi pubblicati
- Kanon (1999)
- Air (2000)
- Clannad (2004)
- Planetarian: chiisana hoshi no yume (2004)
- Tomoyo After: It's a Wonderful Life (2005)
- Little Busters! (2007)
- Little Busters! Ecstasy (2008)
- CLANNAD - Hikari Mimamoru Sakamichi de (2008)
- Kud Wafter (2010)
- Rewrite (2011)
- Rewrite Harvest festa! (2012)
- Little Busters! SS (2012)
- Nishizono Mio Misshitsu Satsujin Jiken? (2014)
- Angel Beats! 1st beat (2015)
- Harmonia (2016)
- Rewrite: Oka-ken Katsudou Kiroku Gaiden (2016)
- Rewrite: Cradles Tale (2017)
- Summer Pockets (2018)
- Summer Pockets Reflection Blue (2020)
- Loopers (2021)
- Planetarian: Snow Globe (2021)
- Lunaria: Virtualized Moonchild (2021)
- Heaven Burns Red (2022)
- Stella of The End (2022)
- Prima Doll: Fuyuzora Hanabi / Sekka Mon'you (2023)
- Prima Doll: Mumei Tenri (2024)